# Diócesis de Potosí
La diócesis de Potosí (en latín: Dioecesis Potosiensis in Bolivia) es una circunscripción eclesiástica de la Iglesia católica en Bolivia. Se trata de una diócesis latina, sufragánea de la arquidiócesis de Sucre. Desde el 28 de octubre de 2020 su obispo es Nicolás Renán Aguilera Arroyo.

## Territorio y organización
La diócesis tiene 118 218 km² y extiende su jurisdicción sobre los fieles católicos de rito latino residentes en el departamento de Potosí. Limita al norte con la diócesis de Oruro y con la arquidiócesis de Cochabamba; al este con la arquidiócesis de Sucre y la diócesis de Tarija; al sur con Argentina; al oeste con la diócesis de Oruro y con Chile.
La sede de la diócesis se encuentra en la ciudad de Potosí, en donde se halla la Catedral basílica de Nuestra Señora de La Paz.
En 2021 en la diócesis existían 50 parroquias.

## Historia
La diócesis fue erigida el 11 de noviembre de 1924 con la bula Praedecessoribus Nostris del papa Pío XI, obteniendo el territorio de la arquidiócesis de La Plata, que a su vez asumió el nombre de arquidiócesis de Sucre.

## Estadísticas
Según el Anuario Pontificio 2022 la diócesis tenía a fines de 2021 un total de 754 900 fieles bautizados.
| Año                                                                             | Población            | Población | Población      | Sacerdotes | Sacerdotes    | Sacerdotes    | Bautizados por sacerdote | Diáconos permanentes | Religiosos | Religiosos | Parroquias |
| Año                                                                             | Bautizados católicos | Total     | % de católicos | Total      | Clero secular | Clero regular | Bautizados por sacerdote | Diáconos permanentes | Varones    | Mujeres    | Parroquias |
| ------------------------------------------------------------------------------- | -------------------- | --------- | -------------- | ---------- | ------------- | ------------- | ------------------------ | -------------------- | ---------- | ---------- | ---------- |
| 1950                                                                            | 543 800              | 548 930   | 99.1           | 51         | 34            | 17            | 10 662                   |                      | 22         | 55         | 47         |
| 1966                                                                            | ?                    | 700 000   | ?              | 70         | 41            | 29            | ?                        |                      | 35         | 86         | 48         |
| 1970                                                                            | 742 300              | 750 000   | 99.0           | 61         | 32            | 29            | 12 168                   |                      | 36         | 69         | 68         |
| 1976                                                                            | 889 911              | 933 590   | 95.3           | 80         | 36            | 44            | 11 123                   | 2                    | 48         | 52         | 65         |
| 1980                                                                            | 936 000              | 980 000   | 95.5           | 77         | 32            | 45            | 12 155                   |                      | 58         | 60         | 66         |
| 1990                                                                            | 892 524              | 928 600   | 96.1           | 66         | 30            | 36            | 13 523                   |                      | 60         | 65         | 66         |
| 1999                                                                            | 688 585              | 810 100   | 85.0           | 80         | 41            | 39            | 8607                     |                      | 47         | 77         | 70         |
| 2000                                                                            | 575 977              | 639 974   | 90.0           | 66         | 37            | 29            | 8726                     |                      | 38         | 83         | 70         |
| 2001                                                                            | 575 285              | 639 206   | 90.0           | 62         | 35            | 27            | 9278                     | 3                    | 33         | 86         | 70         |
| 2002                                                                            | 638 112              | 709 013   | 90.0           | 68         | 41            | 27            | 9384                     | 3                    | 35         | 85         | 79         |
| 2003                                                                            | 644 697              | 716 331   | 90.0           | 67         | 36            | 31            | 9622                     | 3                    | 36         | 86         | 79         |
| 2004                                                                            | 651 144              | 723 494   | 90.0           | 63         | 34            | 29            | 10 335                   | 5                    | 36         | 69         | 79         |
| 2013                                                                            | 745 000              | 834 000   | 89.3           | 63         | 45            | 18            | 11 825                   | 5                    | 19         | 53         | 53         |
| 2016                                                                            | 729 880              | 829 410   | 88.0           | 58         | 43            | 15            | 12 584                   | 5                    | 15         | 58         | 53         |
| 2019                                                                            | 735 691              | 834 501   | 88.2           | 57         | 48            | 9             | 12 906                   | 5                    | 9          | 48         | 53         |
| 2021                                                                            | 754 900              | 848 400   | 89.0           | 47         | 43            | 4             | 16 061                   | 5                    | 6          | 48         | 50         |
| Fuente: Catholic-Hierarchy, que a su vez toma los datos del Anuario Pontificio. |                      |           |                |            |               |               |                          |                      |            |            |            |

## Episcopologio
| Obispo                                      | inicio                               | final                                             |
| ------------------------------------------- | ------------------------------------ | ------------------------------------------------- |
| Cleto Loayza Gumiel †                       | 15 de noviembre de 1924              | 30 de diciembre de 1968 falleció                  |
| Bernardo Leonardo Frey Schneider, C.SS.R. † | 30 de diciembre de 1968 por sucesión | 21 de mayo de 1983 renunció                       |
| Edmundo Luis Flavio Abastoflor Montero      | 6 de octubre de 1984                 | 31 de julio de 1996 nombrado arzobispo de La Paz  |
| Walter Pérez Villamonte †                   | 7 de marzo de 1998                   | 25 de noviembre de 2009 renunció                  |
| Ricardo Ernesto Centellas                   | 25 de noviembre de 2009              | 11 de febrero de 2020 nombrado arzobispo de Sucre |
| Nicolás Renán Aguilera Arroyo               | Desde el 28 de octubre de 2020       |                                                   |